# Mon Mothma
Mon Mothma, senátorka a pozdější prezidentka Nové Republiky je fiktivní postavou světa Hvězdných válek. Svým celoživotním úsilím se zasloužila o svržení Impéria a založení Nové Republiky.

## Život
Mon Mothma se na narodila na světě Chandrila. S otcem, který byl republikovým vrchním soudcem, procestovala velkou část galaxie.
Jako jedna z nejmladších, poté ve svých 20 letech, nastoupila do republikového Senátu jako zástupce sektoru Chandrila. Zde si brzy, díky svým schopnostem, získala respekt a uznání. V době Klonových válek se jí narodila dcera Lieda. Těsně před invazí Yuuzhan Vongů zemřela ve spánku.

### Vznik Aliance
S koncem Klonových válek se císař Palpatine zmocnil trůnu a začal utiskovat nevinné (Ghormanský masakr).
Mon Mothma se proto stala brzy jedním z největších kritiků Palpatinova Nového Řádu.
Spojila se s Bailem Organou, ten s novým zřízením také nesouhlasil, a po tajných jednáních na Coruscantu (známých jako "Canthamské schůzky") spolu založili povstalecké hnutí.
Mothma do něj zapojila i generála ve výslužbě Jana Dodonnu a získala podporu protiimperiálního hnutí Codyho Sunn-Childe.
Aktivity Mon Mothmy postupně přilákaly pozornost Císaře. Byla prohlášena za zrádkyni a měla být popravena. Utekla proto z Coruscantu do bezpečí úkrytů povstalců.
O několik měsíců později Mon Mothma, Bail Organa a senátor Garm Iblis Bel z Corellie sjednotili 3 největší hnutí proti Impériu.
Mon Mothma se postavila do čela Aliance a svým charismatem přesvědčila mnoho světů, aby se přidaly k Povstalcům.

### Nová Republika
Po bitvě o Endor a smrti Císaře Palpatina, stála Mon Mothma u vzniku Nové Republiky. Zorganizovala také postupné osvobozování všech vnitřních světů - osvobodila tedy i svůj domov, Chandrilu, kde byla přivítána jako hrdinka a kde si následně nechala vystavět své sídlo.
Novou Republiku spravovala vládní rada, kde byla Mothma první radní. Během svých prvních let, byla Nová Republika a její hlavní představitelé několikrát ohroženi (např. Velkoadmirálem Thrawnem), nikdy se však za vlády Mothmy nerozpadla. Mon Mothma se obávala o udržení demokracie, proto změnila skladbu vlády a stala se prezidentkou Republiky.

### Pokusy o vraždu
Mon Mothma přežila několik pokusů o vraždu. Za války s Lordem Zsinjem byla terčem několika nájemných vrahů ze Zsinjova projektu Minefield. Zachránil ji však Malan Tugrina, její blízký spolupracovník, který při tom přišel o život. Další útok, pomocí molekulárního jedu, který zosnoval velvyslanec Furgan z Caridy, však Mothmu natolik poznamenal, že předala prezidentský úřad Leie Organa Solo a odešla do ústraní. Se svou dcerou žila pokojný život ve svém hlavním sídle na Coruscantu.